# Jurij Vlagyimirovics Likov
Jurij Vlagyimirovics Likov (oroszul: Юрий Владимирович Лыков) (Zlatouszt, 1954. június 5. –) szovjet színekben világbajnok orosz tőrvívó, edző.